# Brandblase
Als Brandblase wird eine durch Hitzeeinwirkung entstandene Blasenbildung der Haut zwischen Oberhaut (Epidermis) und Lederhaut (Corium) bezeichnet. Sie ist mit „Gewebswasser“ (serösem Transsudat) gefüllt. Da die Papillenschicht (Stratum papillare) erhalten bleibt, erfolgt die Heilung ohne Narbenbildung. Brandblasen zählen zu den Verbrennungen 2. Grades.
Die entstandene Blase sorgt dafür, dass die eigentliche Verletzung luftdicht von der Umgebung abgeschlossen ist. Somit bleibt die Wunde keimfrei und kann von den in der Papillenschicht enthaltenen Kapillaren ideal mit Sauerstoff und anderen Nährstoffen versorgt werden, was sich positiv auf die Heilung auswirkt. Blasen können schmerzhaft sein, heilen aber nach einigen Tagen in der Regel folgenlos ab. In den ersten Stunden ist die Blase schmerzhaft, bis sie sich mit Wundwasser gefüllt hat. Das Eintauchen in kaltes Wasser wirkt schmerzlindernd.
Nach ca. 1 Woche bauen sich die Bläschen von alleine wieder ab. Das Wundwasser geht zurück und die Blasen fallen mit faltiger Haut zusammen. Nach 1 bis 2 Tagen verklebt die Oberhaut mit der Lederhaut und verhärtet.
Eine Verletzung der Blase, etwa durch Aufstechen, kann Keimen Zugang zur Wunde ermöglichen und den Heilungsverlauf verschlechtern oder zu Narbenbildung führen. Im Falle einer Entzündung sollte diese ärztlich behandelt werden.

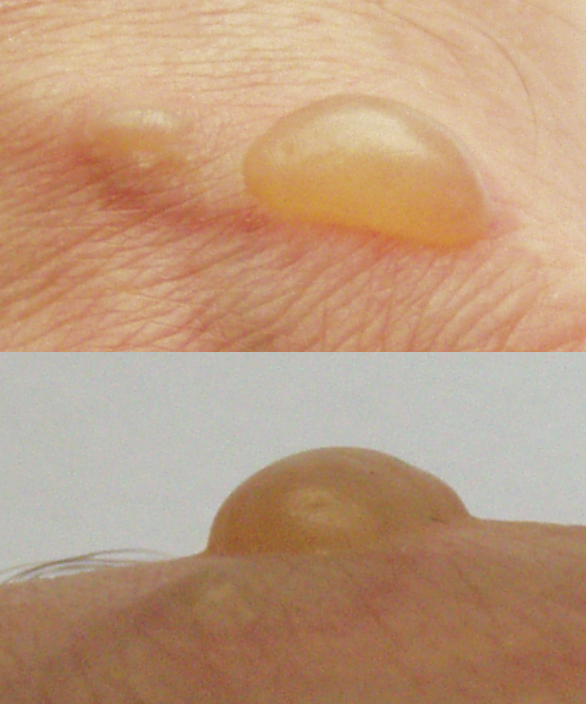
Brandblase nach 12 Stunden
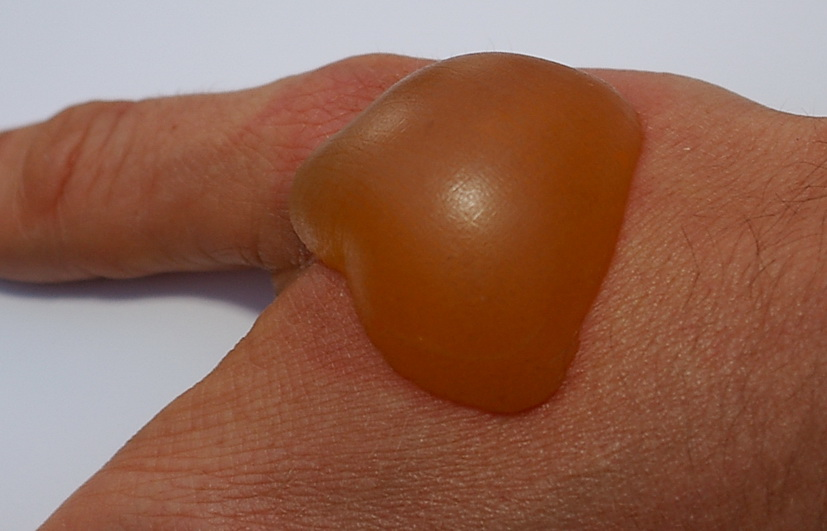
Große Brandblase auf Handrücken
Stadien der Brandblasen